# Josef Wiener-Braunsberg
Josef Wiener-Braunsberg (ur. 12 października 1866 w Braniewie, zm. 8 czerwca 1928 w dzielnicy Berlina Schönebergu) – niemiecki pisarz, dziennikarz i satyryk pochodzenia żydowskiego.

## Życiorys

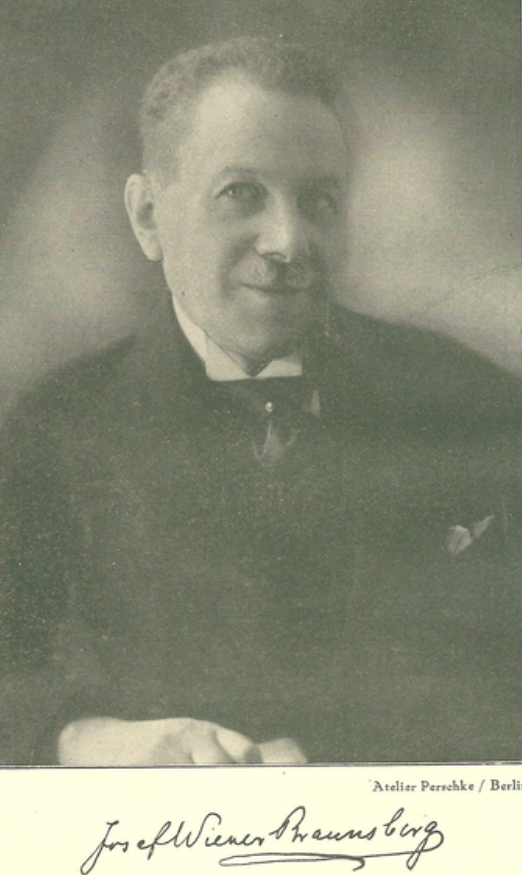
Josef Wiener-Braunsberg w Berlnie

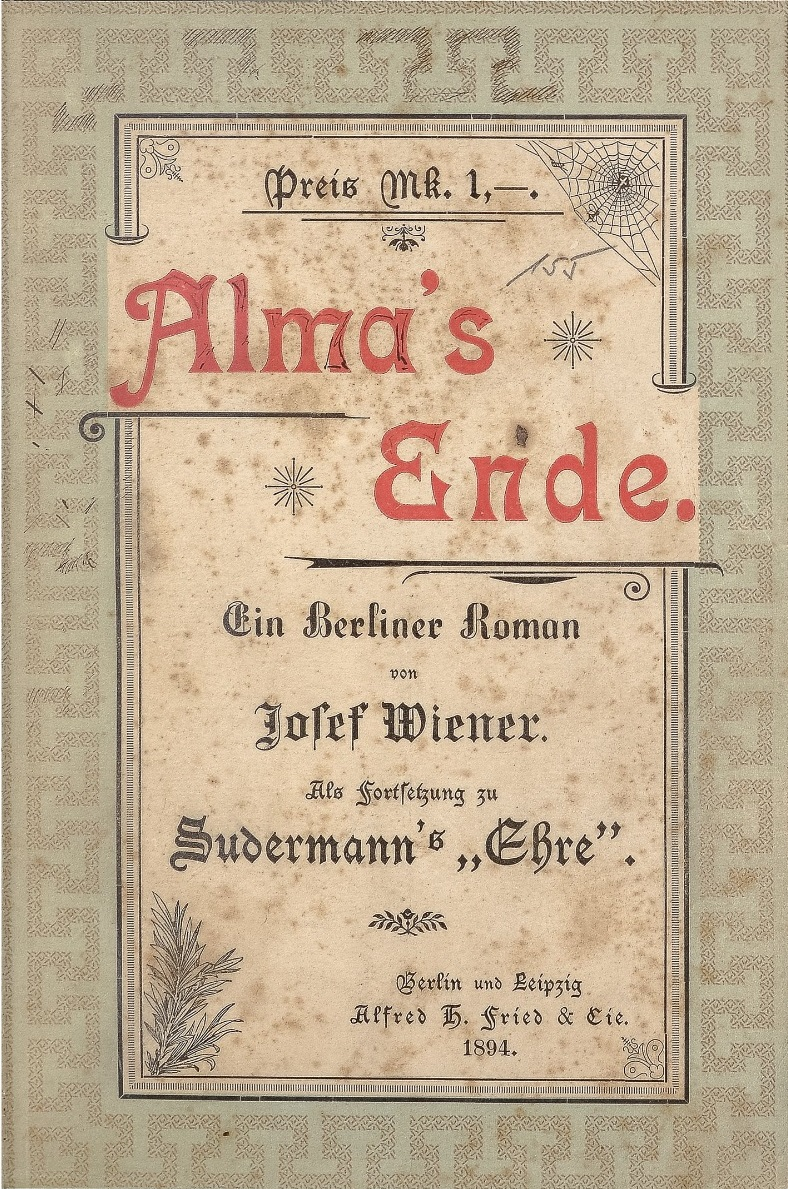
Powieść Alma’s Ende, tylko do 1902 roku doczekała się 5 wydań

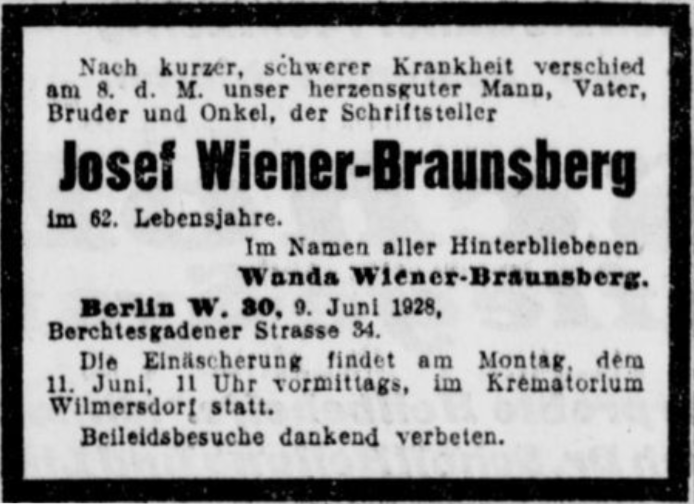
Nekrolog w Berliner Tageblatt

Josef Wiener urodził się w rodzinie braniewskiego lekarza pediatry dr. Wilhelma Wienera, znanego powszechnie jako „łagodny Heinrich” (pseudonim ten był ironiczny), i jego żony Doris z d. Müller. Ojciec pochodził z Lwówka Śląskiego, natomiast matka była córką zarządcy majątku we wsi Stary Targ. Rodzina zamieszkała w Braniewie nie później niż w 1858.
Josef uczęszczał najpierw – podobnie jak jego 3 siostry – do szkoły gminy żydowskiej w Braniewie. Nauka w niej odbywała się przez 5 dni w tygodniu – od niedzieli do czwartku. Następnie Josef pobierał naukę w gimnazjum w Braniewie, matury w nim jednak nie uzyskał. W wieku 17 lat, w 1883, wyjechał do Królewca, tam kształcił się w zawodzie księgarza. Wkrótce jednak zarzucił to zajęcie i zajął się dziennikarstwem. Pracował w różnych redakcjach, około 1892 jako redaktor literacki w Generalanzeiger w Halle, przez 4 lata mieszkał w Dreźnie, gdzie tworzył jako wolny pisarz.
W 1895 wydał swoją pierwszą głośną powieść Alma’s Ende, będącą kontynuacją sztuki Hermanna Sudermanna pt. „Die Ehre“. Podbudowany tym sukcesem przeprowadził się do Berlina, gdzie wcześniej zamieszkali już jego rodzice i siostry, aby w dużym mieście zbierać doświadczenia zawodowe w renomowanych redakcjach. Wówczas również, na znak swojego pochodzenia z Braniewa (niem. Braunsberg), zaczął stosować dwuczłonowe nazwisko, podpisując się jako Josef Wiener-Braunsberg.
Od 1917 pracował dla berlińskiej Berliner Tageblatt o nakładzie ponad 250 tys. egzemplarzy. W 1920 został redaktorem satyrycznego dodatku „ULK. Illustriertes Wochenblatt für Humor und Satire”, zastępując na tym stanowisku Kurta Tucholsky’ego. Przez 5 lat co tydzień na stronie nr 2 ULK ukazywał się jego wiersz, będący komentarzem aktualnych wydarzeń polityczno-społecznych. Jako zwolennik Niemieckiej Partii Demokratycznej obierał za cel satyry i krytyki narastający antysemityzm i narodowy konserwatyzm. W Berlinie z bliska mógł obserwować kryzysy polityczne, inflację, spekulanctwo, biedę i wzrost przestępczości, co następnie opisywał w ULK, publikując łącznie ponad 800 artykułów. Jego z początku umiarkowana krytyka, wraz ze wzrostem nietolerancji i zachowań rasistowskich, z czasem zaczęła przybierać coraz mocniejsze środki ekspresji. Po wniesieniu skargi przez głoszącego rasizm profesora Ludwiga Plate, na temat którego napisał prześmiewczą rymowankę, został ukarany grzywną.
W 1926 został z nieznanych powodów pozbawiony funkcji redaktora naczelnego ULK, do końca życia jednak pisał i publikował w nim swoje teksty. Zmarł 8 czerwca 1928 w szpitalu Auguste-Victoria-Krankenhaus (dziś: Park-Klinik Weißensee) w dzielnicy Berlina Schönebergu, wskutek udaru mózgu, którego doznał 4 dni wcześniej. Po spopieleniu pochowany został 11 czerwca na cmentarzu ewangelickim w dzielnicy Wilmersdorf. O jego śmierci pisała prasa, a w ostatniej drodze wzięło udział wiele osób świata kultury i sztuki.
W 1935 dwie je powieści z okresu berlińskiego: „Warenhausmädchen“, w międzyczasie już zekranizowana pt. „Die Kleine aus dem Warenhaus“ (Dziewczyna z domu towarowego), oraz „Die Venus von der Tauentzien“ (Wenus z Tauentzien) sklasyfikowano jako pisma szkodliwe, a autor, Josef Wiener-Braunsberg, został w Niemczech skazany na niepamięć.

## Życie prywatne
Josef Wiener-Braunsberg był dwukrotnie żonaty. W 1895 poślubił w Berlinie córkę kołodzieja Annę Auguste Pauline Alder. W 1913 wziął z nią rozwód z powodu romansu z berlińską śpiewaczką, z którą już razem mieszkał przed rozwodem. W 1918 wstąpił po raz drugi w związek małżeński, poślubił ewangeliczkę, wdowę Wandę Küch, córkę pisarza i redaktora Martina Hildebrandta. Wanda miała dwójkę dzieci z pierwszego małżeństwa, Siegried (ur. 1904) i Rolfa (ur. 1905).